# Romerske Republik
 "Romerske republik" omdirigeres hertil. For andre betydninger af Romerske republik, se Romerske republik (flertydig).
Den Romerske Republik (Latin: Res publica Romana) var æraen af den klassiske romerske civilisation, der strakte sig fra det Romerske Kongeriges fald (traditionelt dateret til 509 f.Kr.) frem til etableringen af det Romerske Kejserrige (traditionelt dateret til 27 f.Kr.). I løbet af denne periode gik Rom fra at kontrollere området i og omkring byen Rom til at være et regionalt hegemoni, der kontrollerede størstedelen af Middelhavsområdet.
Det romerske samfund bestod på den tid primært af en kulturel blanding af latinske og etruskiske stammer, som var suppleret med sabinske, osciske og græske stammer og kulturtræk. Dette ses især tydeligt i den romerske religion og dens panteon. Den romerske politiske organisation udviklede sig nogenlunde samtidig med direkte demokrati i det antikke Grækenland.
Den Romerske Republiks forfatning var baseret på en blanding af elementer fra demokrati (praktiseret i oldtidens Athen), aristokrati (praktiseret i oldtidens Sparta) og monarki. Her havde Rom forskellige folkeforsamlinger, hvor romerske borgere bl.a. via afstemninger kunne vedtage love og vælge magistrater. Derudover var der et Senat – som repræsenterede autokratiet – der førte tilsyn, rådgav og godkendte udbetalinger af offentlige midler fra statskassen. Afslutningsvis var der forskellige magistrater, der i en tidsbegrænset periode varetog og administrerede forskellige aspekter af den romerske stat; nogle af disse magistrater – særligt de højeste som konsuler og diktatorer – besad magtbeføjelser, der i nogen grad repræsenterede dem i et monarki.
Til trods for de demokratiske aspekter, bliver den komplekse styreform i den Romerske Republik ofte mest sammenliget med et oligarki – ikke et demokrati – da en lille gruppe magtfulde familier i praksis dominerede de politiske embeder (magistrater) og havde den politiske magt. De romerske institutioner gennemgik dog en betydelig udvikling gennem republikken levetid, hvilket skete som en konsekvens af pragmatisk løsning på de udfordringer, der opstod på grund af bl.a. territoriel ekspansion og klassekampe. Blandet andet blev der etableret nye magistrater såsom promagistrater til at styre de erobrede provinser og plebejertribuner til at repræsentere plebejernes (de almindelige borger) interesser. Derudover blev også Senatets sammensætning ændret, således det ikke kun var patricierne, som kunne sidde i denne institution.
Republikken inddeles af klassiske filologer ofte i to faser - den gamle republik (ca. 500-146 f.Kr.) og senrepublikken (ca. 146 - 31 f.Kr.).Lovene byggede i høj grad på sædvane ("mos majorem"), som på den ene side var et direkte demokrati, men på den anden side havde et stærk konservativt element i form af senatet og et embedssystem, hvor kun de allerøverste klasser i samfundet var repræsenteret.
Det politiske systems stabilitet var dog udfordret af en lang række af krige, som førte til opbygningen af det romerske imperium. Med afslutningen af de puniske krige havde Romerriget sikret sig den ledende rolle i Europa og middelhavsområdet, men blev til stadighed udfordret af andre riger med ambitioner om at overtage romernes magtstilling.
Den Romerske Republik sluttede reelt med Søslaget ved Actium og Augustus' principat i 31 f.Kr., endskønt Rom formelt vedblev at være en republik mange år efter.

## Historie

### Tidlige Romerske Republik (508 – 264 f.Kr.)

#### Grundlæggelse
Rom havde været styret af konger siden sin grundlæggelse (traditionelt dateret til 753 f.Kr.). Disse konger blev valgt – for livet – af mændene i det Senatet. Den sidste romerske konge blev kaldt Tarquin den Stolte. Kongen siges traditionelt at være blevet udvist fra Rom i 509 f.Kr., fordi hans søn, Sextus Tarquinius, voldtog en adelskvinde, Lucretia. Romersk tradition skildrer her en dynamisk revolution og kamp, hvor Lucretia indledningsvis afslørede overgrebet for nogle romerske adelsmænd, hvorefter hun dræbte sig selv. En gruppe romerske adelsmænd – anført af Lucius Junius Brutus – opnåde efterfølgende støtte fra både det romerske aristokrati og folket til at fordrive kongen og hans familie og i stedet oprette en republik. Den romerske hær – der støttede Brutus – tvang herefter kongen i eksil. Til trods for en række efterfølgende forsøg fra kongen på at genoprette monarkiet, var det romerske folk succesfulde i at etablere en republik. Størstedelen af kongens tidligere magtbeføjelser blev derefter overført til to konsuler, som blev valgt til embedet for en periode på ét år – hver af disse konsuler var i stand til at kontrollere hinanden ved hjælp af en vetoret.
Moderne forskning afviser (delvist eller helt) den traditionelle romerske fortælling som fiktion eller en (kvasi-)mytologisk fortælling. Beretningen kan således have været del af et aristokratisk kup inden for Tarquins egen familie eller en konsekvens af en etruskisk besættelse af Rom – snarere end en folkelig revolution. Ligeledes er der mange lighed i den traditionelle romerske beretning om det Romerske Kongeriges fald til græske fortællinger. Eksempelvis er voldtægten af Lucretia måske en tilpasning af en lignende fortælling, der førte til udvisningen af Peisistratos-tyranniet (Hippias) i Athen også omkring 510 f.Kr. Uagtet korrektheden af detaljerne i den traditionelle romerske beretning understøtter fortællingen, at monarkiet blev afskaffet ca. 505 f.Kr., hvorefter der blev dannet en spirende republik. Flere moderne forskere accepterer dog ikke, at en revolutionær ny regering opstod så dramatisk, og foreslår i stedet, at det Romerske Kongerige forsvandt mere udramatisk over årtier, hvilket de senere romerske historikere efterfølgende komprimerede til én enkelt dramatisk fortælling.

#### Stænderkampene
Begyndende med romernes oprør mod Tarquin og fortsættende gennem de første hundrede år af den Romerske Republiks levetid, var Roms patriciere (aristokratiet) den dominerende kraft i både politik og samfundet som heldhed. De dannede oprindeligt en lukket gruppe på omkring 50 store familier – kaldet gentes – der monopoliseret de forskellige magistrater, præsteskaber og ledende militære stillinger i Rom. De mest prominente af disse familier (gens) var Cornelii, Aemilii, Claudii, Fabii og Valerii. De prominente familiers magt, privilegier og indflydelse udsprang fra deres rigdom, særligt fra deres jordbesiddelser, deres position som patroner og deres mange klienter.
Det store flertal af romerske borgere var dog almindelige mennesker af forskellige sociale klasser. De udgjorde rygraden i Roms økonomi som småbønder, håndværkere, handlende, lejere m.m.. I krigstid kunne de indkaldes til militærtjeneste. De fleste havde ringe direkte politisk indflydelse. I den tidlige Romerske Republik opstod plebs (eller plebejerne) som en selvorganiseret, kulturelt forskellig gruppe af almindelige mennesker med deres eget interne hierarki, love, skikke og interesser. Plebejerne havde ingen adgang til høje religiøse eller civile embeder. For de fattigste var et af de få effektive politiske værktøjer deres tilbageholdelse af arbejdskraft (en "strejke"), hvilket blev kendt som en "secessio plebis". Den første af sådanne secession fandt sted i 494 f.Kr. i protest mod den misbrugende behandling af plebejere i forbindelse med en hungersnød. Det patriciansk-kontrolleret Senat blev tvunget til at give plebejerne adgang til de skriftlige civile og religiøse love og til den valgmæssige og politiske proces. For at repræsentere deres interesser valgte de plebejertribuner, der personligt var "hellige", og dermed immune over for vilkårlig arrestation fra nogle af magistraterne. Ligeledes havde disse tribuner vetoret over lovgivning.
Konflikten mellem patricierne og plebejerne fortsatte imidlertid og ville med mellemrum blusse op igen. I 445 f.Kr. havde plebejerne krævet retten til at opstille til valg som konsul (det højeste embede i den Romerske Republiks), men Senatet nægtede at give dem denne ret. I stedet blev der indgået, hvor et udvalgt antal militærtribuner fik tildelt konsulær kommandomyndighed (imperium).
Fra omkring år 400 f.Kr. blev der udkæmpet en række krige mod adskillige nabostammer (særligt aequerne, volskerne, latinerne og Veii). Plebejere, som udgjorde en betydelig del af hæren, blev rastløse af blodsudgydelserne, mens det patriciske aristokrati nød frugterne af de resulterende erobringer. Plebejerne, der nu var udmattede og bitre, krævede reelle indrømmelser, hvorfor tribunerne Gajus Licinius Stolo og Lucius Sextius Lateranus vedtog en lov i 367 f.Kr. (Lex Licinia Sextia), som gav plebejerne bedre økonomiske rettigheder. En af de foreslåede love krævede også, at mindst én af konsuler skulle være plebejiske hvert år, men dette blev indledningsvis afvist. Efterfølgende, i 366 f.Kr., blev Lucius Sextius Lateranus dog valgt som den første plebejiske konsul. Patricierne nægtede indledningsvis at bekræfte dette valg, hvorefter der udbrød uroligheder, og plebejerne var tæt på at udvandre (en secessio). Det endte dog med, at patricerne gav indrømmelser i spørgsmålet om en plebejisk konsul.

#### Romersk ekspansion i Italien
De første krige under den Romerske Republik var lokale ekspansionskrige – romersk territorium var ved det Romerske Kongeriges fald (ca. 500 f.Kr.) begrænset til byen Rom. En efter en besejrede Rom herefter både de lokale nabobyer i Latium og Etrurien. Samtidig lykkes det dem at besejre de vedholdende sabinere.
Rom besejrede sine rivaliserende latinske byer i forbindelse med Slaget ved Regillus-søen i 496 f.Kr., Slaget ved Ariccia i 495 f.Kr., Slaget ved Monte Algido i 458 f.Kr. og Slaget ved Corbio i 446 f.Kr. Men de led et betydeligt nederlag i forbindelse med Slaget ved Cremera i 477 f.Kr., hvor det kæmpede mod den vigtigste etruskiske by, Veii. Dette nederlag blev senere hævnet i forbindelse ved Slaget ved Veii i 396 f.Kr., hvor Rom ødelagde byen. Ved slutningen af denne periode havde Rom effektivt fuldført erobringen af sine umiddelbare etruskiske og latinske naboer og sikret sin position mod den umiddelbare trussel fra de nærliggende Apennin-bakket stammer.

##### Latinerkrigene
Den Første Latinerkrig blev udkæmpet fra 498 til 493 f.Kr. mellem den Romerske Republik og Latinerforbundet. Det afgørende slag i denne krig var Slaget ved Regillus-søen, der blev udkæmpet i 496 f.Kr. nær Frascati. Den romerske sejr tilskrives i vid udstrækning afgørende handling fra patricierernes kavaleri-enheder. I henhold til romerske tradition siges Castor og Pollux at have kæmpet på den romerske side af dette slag, som medlemmer af de berømte kavaleri-enheder.
Krigen sluttede med Foedus Cassianum (dansk: Cassius-traktaten), der afsluttede krigen og dannede en alliance-traktat mellem romerne og medlemmerne af Latinerforbundet. Traktaten blev opkaldt efter den samtidige romerske konsul, Spurius Cassius Vecellinus. Denne konflikt markerede vendepunktet, hvor Rom blev den dominerende magt i Latium, selvom Rom stadig anerkendte autonomien og de uafhængige rettigheder for de forskellige latinske bystater – og Rom annekterede ikke nogen af byerne. Traktaten fastslog, at latinerne skulle yde militær assistance i tilfælde af eksterne trusler, og at alle hære, der blev rejst på denne måde, skulle være under romersk kommando. Traktaten legaliserede yderligere ægteskab mellem romerske borgere og latinere – hvilket tidligere havde været et stridspunkt – og genindførte al handel mellem byerne.
Den Anden Latinerkrig (340 – 338 f.Kr.) var en konflikt mellem den Rom og dens naboer, de latinske folk i antikkens Italien. Her besejrede Rom en kollation af latinere i forbindelse med slagene ved Vesuvius og Trifanum. Den romerske sejr afstedkom, at Latinerforbundet blev opløst og dets territorium blev derefter inkorporeret i den romerske indflydelsessfære, hvor latinerne opnåede delvise rettigheder samt varierende niveauer af statsborgerskab.

##### De etruskiske krige
Den afsatte romerske konge, Lucius Tarquinius Superbus – hvis familie stammede fra Tarquinii i Etrurien – havde efter sin afsættelse søgt støtte fra byerne Veii og Tarquinii, ved at appellere til hans familie bånd samt deres tidligere tab til Rom. Militære styrker fra de to byer fulgte Tarquinius i kamp, men blev besejret af den romerske hær i forbindelse med Slaget ved Silva Arsia.
Efter at Tarquinius forsøg på at genvinde tronen ved hjælp af sine allierede fra Tarquinii og Veii mislykkes, søgte han i 508 f.Kr. hjælp fra Lars Porsena, konge af Clusium. Clusium var på det tidspunkt en magtfuld etruskisk by. Porsena angreb og belejrede derefter Rom. I henhold til Livius, endte konflikten med fredsforhandlinger, hvor Porsena indledningsvis anmodede om, at tronen skulle genoprettes til Tarquinius, men dette nægtede romerne. Romerne accepterede imidlertid at returnere noget land, der var vundet i tidligere krige. Ligeledes blev det aftalt, at der skulle frigives gidsler i bytte for tilbagetrækningen fra Janiculum af den etruskiske garnison.
I årene mellem 483 og 476 f.Kr. førte Veii krig mod Rom – assisteret af hjælpetropper fra blandt etruskerne. På den romerske side spillede medlemmerne af gens Fabia en fremtrædende rolle, og det blev næsten en personlig kamp af denne familie mod Veii. Rom led under denne konflikt et betydeligt nederlag i forbindelse med Slaget ved Cremera i 477 f.Kr., hvorefter nogle uafklarede kamp nær Rom afstedkom, at veiienserne trak sig tilbage fra Rom og begyndte at hærge landet. Rom i sidst ende succesfulde og besejrede dem det følgende år.
I 475 f.Kr. indledte veiienserne og sabinerne fjendtligheder mod Rom – blot et år efter Veiis nederlag det forgangene år. Denne konflikt endte også i en samlet romersk sejr. 
Dette endelige nederlag for Veii skete i forbindelse ved Slaget ved Veii i 396 f.Kr., hvor Rom indtog og ødelagde byen.
I 390 f.Kr. besejrede en gallisk hær først den romerske hær i forbindelse med Slaget ved Allia og plyndrede derefter Rom. I henhold til forfattere fra antikken, rejste etruskerne, volskerne og aequerne i 389 f.Kr. alle hære i håb om at udnytte Roms dårlige position. Ifølge Livius samledes de førende mænd i hele Etrurien ved helligdommen Voltumna for at danne en alliance mod Rom. Grundet Roms krisesituation udnævnte romerne Marcus Furius Camillus til diktator. I to kampagner påførte Camillus knusende sejre mod volskerne og aequerne og var nu klar til at tage sig af etruskerne. Livius og Plutarch (og mere summarisk Diodorus Siculus), fortæller om de efterfølgende kampe mellem romere og etruskere. Her havde etruskerne indledningsvis indtaget og erobret byen Sutrium fra nogle romerske allierede, hvorefter Camillus samme dag havde fundet etruskerne spredt og beskæftiget med at plyndre byen. Denne situation havde Camillus udnyttet til at angribe byen, hvilket i sidste ende ledte til, at Sutrium blev indtaget to gange på samme dag.
I henhold til Livius erklærede Rom krig mod Tarquinii i 358 f.Kr. efter styrker fra denne by havde raidet romersk territorium. Det efterfølgende år, i 357 f.Kr., erklærede Rom også krig mod faliskerne, som havde kæmpet med tarquinienserne. I 351 f.Kr. var faliskerne og tarquinienserne blevet trætte af krig – ikke fordi der havde været nogle nævneværdige kampe, men fordi deres territorier var blevet hærget år efter år. De anmodede derfor om en våbenhvile med romerne, hvilket romerne indvilligede i at imødekomme. Der blev således indgået en fyrreårig våbenhvile med hver byerne.
I forbindelse med Slaget ved Populonia – i 282 f.Kr. – besejrede Rom de sidste rester af etruskisk magt i regionen.

##### Samnitterkrigene
Samnitterkrigene blev udkæmpet mellem Rom og samnitterne, der var et folk, som boede på en strækning af Appenninerne syd for Rom og nord for lukanerne. Krigene strakte sig over et halvt århundrede og involverede også folkene øst, nord og vest for Samnium (samniternes land) samt dem i det centrale Italien nord for Rom (etruskerne, umbrierne og picenterne) og senonerne. Disse andre parter var involveret på forskellige tidspunkter og niveauer.
Fra 343 til 341 f.Kr. vandt Rom to slag mod sine samnittiske naboer i forbindelse med den Første Samnitiske Krig, men var ude af stand til at konsolidere sine erobringer, da der udbrød en krig med deres tidligere latinske allierede.
Den Anden Samnitiske Krig begyndte i 327 f.Kr. Krigen sluttede med et samnittisk nederlag i forbindelse med Slaget ved Bovianum i 305 f.Kr. I 304 f.Kr. havde Rom annekteret det meste af det samnittiske territorium og begyndt at etablere kolonier der, men i 298 f.Kr. gjorde samnitterne oprør og besejrede en romersk hær under den Tredje Samnitiske Krig. Efter denne succes opbyggede de en koalition af flere tidligere fjender til Rom. Krigen sluttede med romersk sejr i 290 f.Kr.

##### Pyrrhiske Krig
I begyndelsen af det 3. århundrede f.Kr. havde Rom etableret sig som den største magt i Italien, men var endnu ikke kommet i konflikt med de dominerende militære magter i Middelhavet: Karthago og de græske kongeriger. I 282 f.Kr. sejlede flere romerske krigsskibe ind i havnen i Tarentum, hvilket udløste en voldsom reaktion fra de tarentinske demokrater, der sænkede nogle af skibene. Den romerske udsending, der blev sendt for at undersøge affæren, blev fornærmet, og krig blev straks erklæret. Stillet over for en håbløs situation appellerede tarentinerne (sammen med lukaniere og samnittere) til Pyrrhos, konge af Epirus, om militær hjælp. Han var fætter til Alexander den Store, og var samtidig ivrig efter at bygge et imperium for sig selv i det vestlige Middelhav. Han så derfor Tarentums bøn som en perfekt mulighed.
Pyrrhos og hans hær på 25.500 mand (med 20 krigselefanter) landede i Italien i 280 f.Kr. Romerne blev besejret ved Heraclea, da deres kavaleri var bange for Pyrrhos' elefanter. Pyrrhos marcherede derefter mod Rom, men romerne sluttede en fred i nord og flyttede sydpå med forstærkning, hvilket placerede Pyrrhos i fare for at blive flankeret af to konsulære hære. Pyrrhus valgte derfor at trække sig tilbage til Tarentum. I 279 f.Kr. mødte Pyrrhos konsulerne Publius Decius Mus og Publius Sulpicius Saverrio i forbindelse med Slaget ved Asculum. I løbet af de to første dag var ingen af parterne i stand til nedbryde den anden part. I sidste ende ledte Pyrrhos personligt sin hær i en nærkamp og vandt slaget, men sejren kom med store tab til følge. Pyrrhos sagde angiveligt: "Hvis vi er sejrrige i endnu et slag med romerne, er vi fuldstændig ødelagt".
Pyrrhos undslap den italienske dødvande ved at besvare et nødkald fra Syrakus, hvor tyran Thoenon desperat kæmpede en invasion fra Karthago. Pyrrhus kunne ikke lade dem tage hele øen, da det ville have kompromitteret hans ambitioner i det vestlige Middelhav, hvorfor han erklærede krig. Karthagerne ophævede belejringen af Syrakus før hans ankomst, men han kunne ikke helt fordrive dem fra øen, da han ikke lykkedes med at indtage deres fæstning Lilybaeum. Hans hårde styre førte snart til udbredt antipati blandt sicilianerne; nogle byer defekterede endda til Karthago. I 275 f.Kr. forlod Pyrrhos øen, inden han ville konfrontere et fuld skala oprør. Han vendte tilbage til Italien, hvor hans samnittiske allierede var på randen af at tabe krigen. Pyrrhos mødte igen romerne i forbindelse med Slaget ved Beneventum. Denne gang var konsulen Manius Dentatus sejrrig og fangede endda otte elefanter. Pyrrhos trak sig derefter tilbage fra Italien, men efterlod en garnison i Tarentum for at føre en ny kampagne i Grækenland mod Antigonus II Gonatas af Makedonien. Hans død i kamp ved Argos i 272 f.Kr. tvang Tarentum til at overgive sig til Rom.

### Midterste Romerske Republik (264 – 146 f.Kr.)

#### Første Puniske Krig (264–241 f.Kr)
Den Romerske Republik og Karthago havde oprindeligt et venligt forhold, og havde således blandt andet haft en alliance mod Pyrrhos. Men spændingerne mellem de to parter – der på dette tidspunkt var de to ubestridte regionale stormagter i den vestlige del af Middelhavsområdet – steg hurtigt efter Pyrrhos afgang. Mellem 288 og 283 f.Kr. blev Messina på Sicilien overtaget af mamertinerne, som var en gruppe lejesoldater, der tidligere havde været hyret af Agathokles (tidligere hersker i Syrakus). De plyndrede omgivelserne, indtil Hieron II (den nye konge i Syrakus) besejrede dem (enten i 269 eller 265 f.Kr.). Som følge af at det var underligt et de facto karthaginsk protektorat, appellerede de resterende mamertiner til Rom i et forsøg på at genvinde deres uafhængighed. Senatorene i Rom var uenige om, hvorvidt de skulle hjælpe. En tilhænger af krig, konsul Appius Claudius Caudex, søgte en positiv tilkendegivelse og afstemning fra folkeforsamlingerne ved at love vælgerne del i plyndringerne. Efter at forsamlingen ratificerede en alliance med mamertinerne, blev Caudex udsendt til at krydse sundet og yde hjælp.
Messina faldt hurtigt under romersk kontrol. Syrakus og Karthago, som havde været i krig i århundreder, reagerede med en alliance for at modvirke invasionen og blokere Messina, men Caudex besejrede Hieron og Karthago separat. Hans efterfølger som konsul, Manius Valerius Maximus, landede med en hær på 40.000 mand og erobrede det østlige Sicilien, hvilket fik Hieron til at skifte side og indgå en langvarig alliance med Rom. I 262 f.Kr. flyttede romerne til den sydlige kyst og belejrede Akragas. For at ophæve belejringen sendte Karthago forstærkning, herunder 60 krigselefanter (første gang de brugte dem) – men de tabte stadig slaget. Ikke desto mindre kunne Rom ikke indtage hele Sicilien, fordi Karthagos overlegenhed til søs forhindrede dem i effektivt at belejre kystbyer. Ved hjælp af et erobret karthaginsk skib lancerede Rom et massivt byggeprogram og byggede 100 quinqueremes på kun to måneder. Rom opfandt også en ny enhed – en corvus – som var en gribeklo, der gjorde det muligt for besætningen at gå ombord på et fjendtligt skib. Konsul for 260 f.Kr., Gnæus Cornelius Scipio Asina, tabte det første søslag i krigen mod Hannibal Gisco ved Lipari, men hans medkonsul Gajus Duilius vandt en stor sejr ved Mylae. Han ødelagde eller erobrede 44 skibe og var den første romer til at modtage en sø-triumf, som også omfattede fangede karthaginere for første gang. Selvom Karthago var sejrrig på land ved Thermae på Sicilien, gav det nye corvus en stor fordel til Rom på vandet. Konsul Lucius Cornelius Scipio (Asinas bror) erobrede Korsika i 259 f.Kr. Hans efterfølgere vandt søslagene ved Sulci i 258, Tyndaris i 257 f.Kr. og Kap Ecnomus i 256.
I et forsøg på at fremskynde afslutning på krigen besluttede konsulerne for året 256 f.Kr. at flytte krigen til Afrika – som var Karthagos hjemland. Konsul Marcus Atilius Regulus landede på Kap Bon-halvøen med omkring 18.000 soldater. Han erobrede byen Aspis, og afviste efterfølgende Karthagos modangreb ved Adys og tog Tunis. Karthaginerne hyrede derefter spartanske lejesoldater, der var ledet af Xanthippus – han skulle lede alle deres tropper. I 255 f.Kr. marcherede den spartanske general frem mod Regulus, hvorefter de knuste det romerske infanteri på Bagradas-sletten: kun 2.000 romerske soldater slap væk, og Regulus blev taget til fange. Konsulerne for 255 f.Kr. vandt efterfølgende ét søslag ved Kap Hermaeum, hvor de erobrede 114 krigsskibe. Denne succes blev efterfølgende ødelagt af en storm, der udslettede den sejrrige flåde: 184 skibe af 264 sank, 25.000 soldater og 75.000 roere druknede. Det romerske corvus hæmmede skibenes manøvredygtighed betydeligt og gjorde dem sårbare under storm. Covuset blev derfor opgivet efter en anden lignende katastrofe i 253 f.Kr. Disse katastrofer forhindrede enhver betydelig kampagne mellem 254 og 252 f.Kr.
Kampene på Sicilien genoptog i 252 f.Kr. med Roms indtagelse af Thermae. Det følgende år belejrede Karthago Lucius Caecilius Metellus, der holdt Panormos (nutidens Palermo). Den romerske konsulen havde gravet skyttegrave for at modvirke de karthagiske krigselefanterne, som efter at være blevet såret af kasteskyts vendte tilbage til deres egen hær, hvilket resulterede i en stor sejr for Metellus. Rom belejrede derefter de sidste karthagiske højborge på Sicilien – ved Lilybaeum og Drepana – men disse højborge var uindtagelige fra land. Publius Claudius Pulcher, konsul for 249, forsøgte uforsigtigt at tage den sidste fra havet, men led et frygteligt nederlag. Hans medkonsul Lucius Junius Pullus mistede ligeledes sin flåde ud for Lilybaeum. Uden corvus havde romerske krigsskibe mistet deres fordel. Nu var begge sider drænet og kunne ikke foretage store operationer. Den eneste militære aktivitet i denne periode var landstigningen på Sicilien af Hamilkar Barkas i 247 f.Kr., der chikanerede romerne med en lejehær fra en citadel, han byggede på Mt. Eryx.
Uden at være i stand til at indtage de karthagiske fæstninger på Sicilien forsøgte Rom at afgøre krigen til søs og byggede en ny flåde – finansieret gennem et lån fra de rigeste romerske borgere. I 242 f.Kr. blokererede 200 quinqueremes under konsul Gajus Lutatius Catulus kommando Drepana. Karthago udsendte en undsætningsflåde, som dog blev besejret af Catulus. Udtømt og ude af stand til at bringe forsyninger til Sicilien, søgte Karthago derefter om fred. Fredbetingelser blev bestemt i den såkaldte Lutatius-traktaten. Her måtte Karthago betale 1.000 talenter med det samme og yderligere 2.200 over ti år. Ligeledes skulle de evakuere Sicilien. Krigsskadeerstatningen var så høj, at Karthago ikke kunne betale Hamilkars lejesoldater, der i mellemtiden var blevet sendt tilbage til Afrika. Dette afstedkom, at et oprør kendt som Lejesoldatskrigen udbrød, som Karthago nedkæmpede med enorme vanskeligheder. I mellemtiden udnyttede Rom en lignende opstand på Sardinien til at indtage øen fra Karthago – hvilket var i strid med den fredsaftale, som Rom og Karthago ellers havde indgået. Dette førte til stor forargelse og bitterhed i Karthago.

#### Ekspansion i Europa og Afrika
I 133 f.Kr. faldt Numanti i Spanien, hvilket gav de romerske tropper frit spil i Spanien og indlemmede endnu en provins i Rom, der nu altså strakte sig fra Gibraltar til det ægæiske hav. Samme år testamenteredes Pergamonriget, et kongedømme i Lilleasien, til Rom, efter at den sidste konge i den herskende slægt var død. Rom var ikke længere det bondesamfund, det havde været for få hundrede år siden, men en stormagt, faktisk stormagten. Samme år begyndte den krise, der skulle få republikken til at spille fallit.
Den enorme ekspansion bevirkede, at der rullede skatter ind fra de nye provinser til Rom. Idet indførelsen af en fælles møntfod for alle provinserne var en ualmindelig tidskrævende og ressourceopslidende sag, blev de fleste af skatterne betalt i naturalier, fortrinsvis korn. Udvidelsen af Romerriget førte desuden langt større handel med sig, og i den forbindelse dukkede endnu mere korn fra Sicilien, Afrika og Spanien op på Roms markedspladser. Tidligere havde det også været det italienske fastlands hovedprodukt, men med så mange konkurrenter blev det næsten umuligt for de italienske bønder at opretholde kornproduktionen. I løbet af de puniske krige og krigen imod den italienske liga blev Italien på mange måder ødelagt, på grund af den plyndren og hærgen, der altid følger i hælene på en krig. Ydermere havde Rom konfiskeret en stor del af landbrugsjorden i det sydlige Italien, det blev kaldt ager publicus, som skulle lejes tilbage fra staten, hvilket selvfølgelig var en ekstra omkostning. Kornproduktionen kunne ikke give nok profit, så der var behov for at omlægge produktionen til husdyr eller andre afgrøder, hvilket igen krævede kapital til omlægningen og viden om de nye principper, som lå bag de andre slags landbrug. Begge disse ting kunne én bestemt samfundsgruppe levere. Senatorerne, de ledere, der havde ført Rom til storhed, havde ikke været sene til at udnytte alle de fordele, der nødvendigvis måtte komme med ekspansionen. I Grækenland havde de erhvervet sig skrifter og viden, ikke blot de filosofiske skrifter af f.eks. Platon og stoikerne, men også skrifter om krigskunst, skuespil og landbrug. Desuden var det naturligvis lederne forundt at erhverve sig rigdomme, der nu blev brugt til at leje sig ind på ager publicus og på at købe slaver til at opdyrke jorden og opdrætte husdyrene En yderligere tilskyndelse til at investere sine penge i produktion var, at det ved lov var forbudt for senatorer at give sig af med handel. Man kan vel formode at denne lov var der for at sikre, at der ikke var nogen der sad på hele magten, et ideal, der jo unægtelig stod republikanernes hjerte nær.

### Sene Romerske Republik (146 – 27 f.Kr.)

#### Sociale problemer
Der findes forskellige synspunkter i forhold til de strukturelle årsager til Republikkens sammenbrud. Et vedblivende synspunkt er, at Roms mange ekspansioner destabiliserede dets sociale organisation mellem modstridende interesser; Senatets politik, der var forblindet af sine egen kortsigtede interesse, hvilket derfor fremmedgjorde store dele af samfundet, som derefter sluttede sig til magtfulde generaler, der søgte at vælte systemet. To andre synspunkter har udfordret dette synspunkt. Den første synspunkt bebrejder romernes manglende evne til at forestille sig plausible alternativer til det traditionelle republikanske system i en "krise uden alternativ". Det andet synspunkt fremhæver i stedet Republikkens kontinuitet: indtil Republikken blev forstyrret af Cæsars borgerkrig og de efterfølgende to årtiers borgerkrig, som skabte betingelserne for ét autokratisk styre, havde der eksisteret betingelser for en tilbagevenden: og, i henhold til Erich S. Gruen, "borgerkrigen forårsagede Republikkens fald, ikke omvendt".
En central årsag til Republikkens endelige undergang var elitens sammenbrud fra ca.133. Kilder fra antikken påpegede, at dette moralsk forfald skyldes rigdom og hybris af Roms dominans i Middelhavet. Moderne kilder har foreslået flere grunde til, at eliten mistede sammenhængskraft, herunder vækst i ulighed og en stigende vilje blandt aristokrater til at overtræde politiske normer – særligt i kølvandet på den Forbundsfællekrigen.

#### Graccherne
Om vinteren 138-137 f.Kr. brød den Første Slavekrig ud på Sicilien. Efter indledende succeser blev slaverne – som var ledet af Eunus og Cleon – besejret af Marcus Perperna og Publius Rupilius i 132 f.Kr.
I denne kontekst blev Tiberius Gracchus valgt som plebejertribun i 133 f.Kr. Han forsøgte at vedtage en lov for at begrænse den mængde jord, som nogen kunne eje, og etablere samtidig en kommission til at distribuere distribution af offentligt land til fattige landlige plebejer. Aristokraterne – der stod til at miste en enorm sum penge – modsatte sig bittert dette forslag. Tiberius forelagde denne lov for Plebejerforsamlingen, men forslaget blev vetoeret af en kollega, plebejertribunen Marcus Octavius. Tiberius fik dernæst plebejerne til at afskedige Octavius fra hans embede på det grundlag, at Octavius havde handlet i strid med folkets åbenbare vilje. Denne begrundelse var uden præcedens og konstitutionelt tvivlsom. Hans lov blev vedtaget og trådte i kraft, men da Tiberius demonstrativt genopstillede som plebejertribun det efterfølgende år, blev han myrdet af sine modstandere.
Tiberius' bror Gajus blev valgt til plebejertribun ti år senere i 123 f.Kr. og genvalgt året efter . Han fik styrket appelrettighederne til folket mod ekstrajudicielle dødsstraffe og indføre reformer for at forbedre folkets velfærd. Mens kilder fra antikken har en tendens til at "opfatte Gracchus' lovgivning som et omhyggeligt plot mod Senatets autoritet... viste han ingen tegn på at ville erstatte Senatet i dets normale funktioner". Midt i vidtrækkende og populære reformer (som blandt omfattede at etablere subsidier for korn, ændre jurypuljer, etablere og kræve, at Senatet tildeler provinser før valg), foreslog Gajus en lov, der ville tildele romerske statsborgerskab til Roms italienske allierede. Han opstillede til valg til en tredje periode i 121 f.Kr., men blev besejret. Under voldelige protester mod tilbagekaldelse af en allieredes koloniseringslov udstedte Senatet den første senatus consultum ultimum mod ham, hvilket resulterede i hans død (og mange andre) på Aventinerhøjen. Hans lovgivning (ligesom den af hans brors) overlevede. Det romerske aristokrati brød sig ikke Gracchernes agitation, men accepterede deres politik.
I 121 blev provinsen Gallia Narbonensis etableret efter Quintus Fabius Maximus' sejr over en koalition af arverner og allobroger i det sydlige Gallien i 123 f.Kr. Lucius Licinius Crassus grundlagde byen Narbo der i 118 f.Kr.

#### Efterspil
For at kunne komme frem til det næste punkt, må man undersøge årsagen til Gracchernes gavmildhed overfor folket. Som man måske kan forestille sig, er der ikke uoverskuelige problemer ved at have fattige i Rom, så længe politikerne er rige. Der stak en anden ting bag. Ifølge lovene var plebejerne i Rom fritaget for militær værnepligt, imens de selvejende bønder var forpligtet til at tjene i Roms hær. Da der udbrød en krig imod kong Jugurtha af Numidien, blev det hurtigt smertefuldt åbenlyst, at hæren ikke var, hvad den havde været. For at løse dette problem besluttede consulen Gaius Marius i 107 f.Kr. simpelthen at hyre folk fra byproletariatet for penge ud af sin egen lomme. Ydermere indførte han en pension til soldaterne, der fik tildelt jordlodder. Dette førte til to ting. For det første blev hæren bedre, idet den nu var professionel, og for det andet blev soldaterne mere knyttede til den enkelte feltherre, idet han skulle sørge for deres betaling.
Denne udvikling var naturligvis ikke kun god. Da Garius havde besejret Jugurtha var hæren efterhånden blevet hans snarere end Roms, og resultatet var set i bakspejlet ikke overraskende. Marius blev consul igen. Og igen. Og igen. Faktisk 6 gange, hvilket var helt uhørt, da man traditionelt kun var 1 år som consul. Selvfølgelig, før Gajus Gracchus var man også kun tribun i eet år. Dette kunne være et præcedensargument fra Marius’ side. Men hvem har på den anden side brug for et præcedensargument, når man har legionærer? De mange genvalg som consul skal dog ses i lyset af, at Rom var truet af to germanske stammer kimbrerne og teutonerne, der havde udslettet en hær på 80.000 romerske soldater ved Arusio i 105 f.Kr.. Efter den sjette periode, som Marius ikke slap så godt fra, fordi en af hans tidligere allierede, Lucius Appulejus Saturninus, havde opildnet til revolution, fik han indsat en række af sine gamle officerer som consuler, blandt andet Lucius Cornelius Sulla, en mand, der skulle spille en vigtig rolle i de næste mange år.

#### Gaius Marius og Sulla
Sulla blev consul i 88 f.Kr., hvor Italien var midt i en borgerkrig. Den gamle italienske liga var igen på færde og krævede borgerret til italikere, hvilket kong Mithridates af Pontus, et land i Lilleasien, udnyttede til at rejse sig imod Roms provinsstyre. Krigen mod italikerne blev løst ved at garantere borgerret til alle, der nedlagde våbnene, og spørgsmålet blev nu, hvordan de nye borgere skulle integreres i tribesystemet. Sulla modsatte sig et forslag om, at de skulle fordeles på de 35 triber, men da han tog imod Mithridates for at nedkæmpe dennes oprør, fik en tribun afsat Sulla fra denne opgave, og i stedet indsat Gaius, i håb om at sikre sig Gaius’ støtte til fordeling af de nye borgere. Sulla reagerede prompte, vendte hæren 180 grader og jog sine modstandere ud af Rom, deriblandt Marius, hvorefter han fortsatte på sin færd og nedkæmpede oprøret.
Imidlertid gik der ikke længe før Gaius og hans fæller igen regerede i Rom, og overdrog kommandoen i Mithridateskampagne til en anden hærfører. Sulla var ligeglad og sluttede krigen med at nedkæmpe den nye hær, der var sendt til Lilleasien. I mellemtiden var både Gaius og hans højre hånd Cinna død, og da Sulla vendte tilbage til Italien havde han ikke mange problemer med at nedkæmpe de nye ledere. I løbet af denne lille borgerkrig sluttede den unge Gnaeus Pompejus sig til Sulla med en hær, der tog sig af Sicilien og provinsen Africa for Sulla. Vel tilbage i Rom udførte Sulla nogle proskriptioner, der fik henrettet flere hundrede senatorer og embedsmænd, sådan så han ikke havde problemer med diverse politiske modstandere. Disse folks jord konfiskerede han så og brugte som betaling til sin hær. For at sikre sig, at han ikke blev udfordret af flere consuler indførte han to love. For det første skulle consuler blive på deres plads i Rom, og for det andet måtte der ikke stå hære i Italien. Dette lagde hæransvaret ud på de folk, der ledede provinserne, de såkaldte propraetorer og proconsuler. Disse blev udnævnt iblandt senatorerne, af ingen andre end Sulla selv. På denne måde sikrede Sulla, at han kunne styre, hvem der havde militær magt, og med Marius’ militærreform betød det, at han også kunne bestemme, hvem der havde den politiske magt. Som om disse tiltag ikke var nok, tillod Sulla sig også at indskrænke tribunalet magt, ved at pålægge at alle lovforslag først skulle igennem senatet, samt at få sig selv valgt som dictator legibus scribundis et rei publicae constituendae, en titel der kort sagt betød, at han bestemte alt. Efter gennemførelsen af dette lovprogram blev Sulla consul. Men af den ene eller den anden grund trak han sig tilbage allerede året efter i 79 f.Kr., og året efter dette overraskende træk døde han pludseligt.

#### Det Første Triumvirat
Sullas død åbnede et magttomrum – hvor var diktaturet uden dets diktator? Denne situation var jo alt andet end holdbar, og en Sullamodstander, der havde en hær i Spanien løsrev sig fra Rom. Pompejus, den hærleder der havde hjulpet Sulla i borgerkrigen, nedkæmpede ham, imens en anden af Sullas officerer, Crassus, nedkæmpede et slaveoprør ledet af Spartacus på Sicilien. Crassus og Pompejus slog sig sammen og blev consuler i 70 f.Kr., et valg de købte ved at genindføre tribunalets magt. Pompejus blev så sendt til Middelhavet for at rense ud iblandt de pirater, der hærgede Roms mare nostrum. Dette gjorde han så effektivt, at han i 66 blev sendt imod kong Mithridates, der igen begik oprør. Til at løse denne opgave fik han imperium over alle provinser øst for Italien – en magt, der endnu ikke var givet til nogen feltherre. Denne enorme magt var forståeligt nok frygtindgydende overfor Crassus, der stod som den næststærkeste af feltherrerne efter Sulla, og indgik derfor et forbund med Gajus Julius Cæsar, der var i stor gæld efter en halvt mislykket politisk karriere.
De forsøgte at få gennemført nogle reformer, der skulle gøre det svært for Pompejus at tildele sine soldater pension, men blev bremset af Marcus Tullius Cicero, en homo novus. Til alles overraskelse nedlagde Pompejus sin kommando da opgaven var udført, og ankom i Rom som en privatperson, der anmodede om, at hans tropper kunne få pension. Men senatet var ikke begejstrede for, at Pompejus skulle sikre sig sine soldaters ubetingede loyalitet, så derfor blev sagen trukket i langdrag.
Cicero blev imidlertid consul i 63 f.Kr. og han afslørede den catilinariske sammensværgelse. Den vragede Catilina havde ønsket at omstyrte den romerske republik. Den 22. oktober opnåede Cicero et senatus consultum de re publica defendenda, hvilket var en form for undtagelsestilstand, også kaldet senatus consultum ultimum, som delvis satte Folkeforsamlingens lovgivende magt ud af kraft. Ciceros triumf førte imidlertid til, at Pompejus allierede sig med Cæsar og Crassus og dannede det Første Triumvirat. Med de to mægtigste hærførere og den ene consul i samarbejde, lykkedes det at gennemføre jordloven og Cæsar fik overdraget Gallien som provins derefter. De var dog ikke særligt populære iblandt andre politikere, så de arrangerede, at deres argeste modstandere, bl.a. Cicero og Cato, blev forvist eller udsendt fra Rom på ”specielle missioner”.
Pompejus og Crassus havde måske regnet med, at Cæsar ville være af vejen i Gallien, men sådan skulle det ikke være. Cæsar satte sig for at gøre sin provins større, og havde inden længe udvidet provinsen til Rhinen. Ydermere skrev han selv krigsberetninger, der blev sendt til Rom, formentlig for at holde sig i det politiske søgelys. Skræmt af Cæsars succes skulle man tro, at Pompejus og Crassus ville arbejde sammen imod deres medtriumvir, men således gik det ikke. Cicero, som Pompejus havde tilladt at komme tilbage til Rom, søgte nu at alliere senatet med Pompejus, hvilket ville betyde, at Crassus ville være den eneste triumvir uden en succes i offentlighedens øjne. Crassus følte sig forståeligt nok presset – han havde ikke rigtig nogen vej ud, uden støtte hverken i befolkningen eller i triumvirater eller i senatet. Han valgte derfor, at betale en gruppe mænd – ledet af Publius Clodius, overhovedet for en notorisk, plebejisk del af Claudius familie – for at husere i gaderne og sprede uro. Da en anden politiker ved navn Titus Annius Milo også hyrede mænd til at imødekomme Clodius’ bande, udviklede det sig til regulære gadekampe, der bestemt ikke blev afhjulpet af Roms mangel på en egentlig politistyrke. Midt i alt dette var der pludselig en akut mangel på korn. Senatet udpegede Pompejus til at løse dette problem, hvilket naturligvis blot gjorde Crassus mere harm. Men inden der kunne ske mere indkaldte Cæsar til et møde i Triumviratet, hvor det blev besluttet, at Pompejus og Crassus skulle vælges til consuler det følgende år og derefter have henholdsvis Spanien og Syrien som provinser – således blev riget delt imellem de tre mænd, Pompejus i vest, Crassus i øst og Cæsar i nord.
Denne ordning holdt dog ikke længe. Crassus forsøgte at nedkæmpe Partherne, et folk, der boede tæt på hans provins, men blev dræbt i kamp i 53. Pompejus blev tilbage i Rom, idet han stadig havde kornmanglen at se til. Imens eskalerede gadekampene, og Clodius blev dræbt i en særlig voldsom af slagsen i januar 52 f.Kr.. Cæsar kunne denne gang intet gøre – der var udbrudt en revolution i Gallien, som han var travlt optaget af at nedkæmpe. Pompejus havde samlet tropper, så han tilfældigvis havde folk parat til at genoprette ordenen, da vrede folkemængder stormede senatet. Dette faktum gjorde, at han blev udnævnt til consula sine collega – consul uden kollega.

#### Borgerkrigen og Cæsars triumf
Det var først i 50 f.Kr., tingene forandrede sig. Oprøret i Gallien var nedkæmpet, og Cæsars modstandere – med Cato i spidsen – hævdede nu, at han havde misbrugt sit embede. Som modsvar krævede Cæsar, at både han og Pompejus skulle opgive deres provinser. Dette blev vedtaget af senatet, men consulen Marcellus påpegede, at Cæsar blot kunne lade sig vælge til consul for 48 f.Kr. og derved undgå retsforfølgelse, da embedsmænd naturligvis ikke kunne retsforfølges. Dette førte til, at senatet krævede hjemsendelse af Cæsars hær. Cæsar tog konsekvensen og invaderede Italien. I første omgang kom han kun med én legion , men rygter svirrede om hans store hær, så da han kom til Rom var den lige til at indtage – Pompejus var flygtet østpå.
Herefter gik det hurtigt. Pompejus havde planlagt at samle Cæsar i en gigantisk knibtangsmanøvre, ved at bruge sine legioner i Spanien, samt rejse en hær i de østlige provinser, men til forskel fra Cæsar, måtte Pompejus overbevise sine senatorstøtter, der var draget i eksil sammen med ham. Denne relative ineffektivitet udnyttede Cæsar til at slå til imod Spanien, og provinsen var hans inden udgangen af 49 f.Kr.. I 48 f.Kr. indtog Cæsar Sicilien og satte af sted imod østprovinserne. Inden længe besejrede han Pompejus ved Farsalos i Thessalien, og denne flygtede til Egypten, i håb om at kunne skjule sig der. Det skulle han ikke have gjort. Egypten var midt i nogle interne stridigheder, hvor Ptolomaios XIII og hans søster Kleopatra diskuterede (mildt sagt), hvem der skulle have tronen. For at få Cæsar til at dømme til sin fordel, fik Ptolemaios Pompejus myrdet. Således var der kun én hersker i Rom.
Men rygterne svirrede i Rom. Mens Cæsar nedkæmpede Ptolemaios, der havde erklæret krig, fordi Cæsar havde peget på Kleopatra som Egyptens næste statsoverhoved, og mens han ledede en kampagne imod Mithradates søn spredtes der rygter i Rom, om at Cæsar ville udråbe sig selv til konge. Da Cæsar, allerede benævnet diktator på livstid, efter en langsom graduering med stigende tidsramme for embedsbeføjelsen, vendte tilbage til Rom og påbegyndte et større reformprogram, intensiveredes rygterne kraftigt. Hjulpet godt på vej af Cæsars egne handlinger og ytringer besluttede en række senatorer at myrde Cæsar før et senatsmøde, således at han ikke kunne nå at udnævne sig til konge. Det skete 15. marts 44 f.Kr..

#### Mordet på Cæsar og det Andet Triumvirat
Ligesom Sulla efterlod Cæsar et magttomrum, der ikke umiddelbart var en forudsigelig supplikant til. Men hurtigt meldte Marcus Antonius sig. Han havde længe været Cæsars forbundsfælle og var ligefrem consul med ham i 44 f.Kr., og det var med stor spænding han åbnede Cæsars testamente. Det viste sig overraskende, at Cæsar havde valgt sin 18-årige adoptivsøn Gajus Octavius som sin hovedarving, der derefter tog navneforandring til Gajus Caesar Octavianus, eller Octavian. Men Antonius havde noget, som Octavian ikke havde – en hær. I første omgang kunne Octavian altså ikke gøre noget, og afventede begivenhederne. Antonius drog med sin hær imod en af Cæsars mordere, hvilket senatet udnyttede til at sende en hær imod ham. Denne hær blev ledet af Octavian, og bestod i stor del af Cæsars veteraner. Da slaget havde stået stod Octavian tilbage som eneste leder på sin side, imens Antonius var flygtet til Gallien, hvor en anden af Cæsars gamle officerer, Lepidus, havde en hær.
Således udstyret med en hær af loyale soldater sendtes Octavian af senatet imod Antonius og Lepidus. Octavian vendte dog sin hær imod Rom og gjorde sig selv til consul. Inden længe mødtes han med Antonius og Lepidus, og de dannede det Andet Triumvirat. Dette forbund holdt dog kun til Cæsars mordere var nedkæmpet. Octavinus fik af senatet ærestitlen Augustus og blev den første romerske kejser.

## Politiske system
Den Romerske Republiks konstitutionelle historie begyndte med den revolution, der væltede Romerske Kongerige i 509 f.Kr. og sluttede med konstitutionelle reformer, der omdannede Republikken til det, der i realiteten ville blive det Romerske Kejserrige i 27 f.Kr. Den Romerske Republiks forfatning var et konstant udviklende, uskrevet sæt af retningslinjer og principper, der overleveret hovedsageligt gennem præcedens, hvorved regeringen og dens politik fungerede.

### Magistrater
Alle Republikkens magistrater besad visse konstitutionelle beføjelser. Hver blev tildelt en provincia af Senatet. Dette var omfanget af den pågældende magistrats myndighed. Det kunne gælde et geografisk område eller et bestemt ansvar eller opgave. En magistrats beføjelser kom fra Roms folk (både plebejer og patricier). Imperium blev holdt af både konsuler og praetorer. Basalt set var dette myndigheden til at kommandere en militærstyrke, men i praksis bar den bred myndighed på andre offentlige anliggender, såsom diplomati og retsvæsen. I ekstreme tilfælde kunne magistrater med imperium dømme romerske borgere til døden. Alle magistrater havde også magten til coercitio (tvang). Magistrater brugte dette til at opretholde den offentlige orden ved at pålægge straf for forbrydelser. Magistrater havde også både magten og pligten til at lede efter varsler. Denne magt kunne også bruges til at obstruere politiske modstandere.
En kontrol over en magistrats magt var collega ("kollegialitetsprincippet"). Her blev hvert magistrat-embede besat samtidigt af mindst to personer. En anden sådan kontrol var provocatio. Her var alle borgere i Rom beskyttet mod tvang, ved provocatio, som var en tidlig form for retfærdig retsproces (engelsk: "due process of law"). Dette var en forløber for habeas corpus. Hvis nogen magistrat forsøgte at bruge statens magt mod én borger, kunne denne borger appellere magistratens beslutning til en tribun. Derudover – når en magistrats et-årige embedsperiode udløb – skulle han vente ti år, før han kunne tjene i det embede igen. Dette skabte problemer for nogle konsuler og praetorer, og disse magistrater så lejlighedsvis deres imperium forlænget. I virkeligheden bevarede disse magistrater deres beføjelser (som promagistrat) uden officielt at besidde dette embede.
I tider med militær nødsituation blev en diktator udnævnt for en periode på seks måneder. Den konstitutionelle regering blev opløst, og diktatoren var den absolutte magt over staten. Når diktatorens embedsperiode sluttede, blev den konstitutionelle regering genoprettet.
Censoren var en magistrat i antikkens Rom, der var ansvarlig for at fortage folketællingen, overvåge den offentlige moral og overse visse aspekter af regeringens finanser. Censorens magt var absolut: ingen magistrat kunne modsætte sig hans beslutninger, og kun en anden censor – der efterfulgte ham – kunne annullere disse beslutninger. Censorens regulering af den offentlige moral er oprindelsen til den moderne betydning af ordene censor og censur. Under folketællingen kunne de indskrive borgere i Senatet eller fjerne dem fra Senatet.
Konsulerne i den Romerske Republik var de højest rangerede (almindelige) magistrater. Der var to konsuler, og hver tjente i ét år. Konsulære beføjelser omfattede kongernes tidligere imperium og udnævnelse af nye senatorer. Konsuler havde den højeste magt i både civile og militære anliggender. I byen Rom var konsulerne leder af den romerske regering. De præsiderede over Senatet og forsamlingerne. I udlandet kommanderede hver konsul én hær. Hans myndighed i udlandet var næsten absolut.
Da tribunerne blev betragtet som plebejernes legemliggørelse, var de hellige. Deres hellighed blev håndhævet af ét løfte, som plebejerne aflagde om at dræbe enhver, der skadede eller forstyrrede én tribun under hans embedsperiode. Det var en kapitalforbrydelse at skade en tribun, ignorere hans veto eller på anden måde forstyrre ham.
Praetorer administrerede civil lovgivning og kommanderede provinsielle hære. Ædiler var magristater valgt til at lede indenrigsanliggender i Rom, såsom at styre offentlige spil og shows. Kvæstorerne assisterede normalt konsulerne i Rom og guvernørerne i provinserne. Deres opgaver var ofte finansielle.